# PIPES
PIPES est le nom d'usage de l'acide pipérazine-N,N′-bis(2-éthanesulfonique), qui fait partie des tampons de Good développés dans les années 1960.

## Applications
PIPES a un pKa (6,76 à 25 °C) proche du pH physiologique, ce qui en fait un choix de tampon intéressant en biochimie, notamment pour la culture de cellules. Il a été montré qu'il limite les pertes lipidiques lorsqu'il est utilisé comme tampon dans des solutions de fixation histologique au glutaraldéhyde,. Il ne complexe que très peu les ions métalliques divalents.